# حديقة توموكوماكي الوطنية
تقع حديقة تيوميوكيوماك الوطنية (Tumucumaque) ((بالبرتغالية: Parque Nacional Montanhas do Tumucumaque‏)؛ تلفظ برتغالي: ‎/tumukuˈmaki/‏) في شمال غرب البرازيل بولاية أمابا وتحديدًا داخل غابات الأمازون. ويحد الحديقة من الشمال غويانا الفرنسية وسورينام.
أعلنت الحكومة البرازيلية حديقة تويوموكيوماك (Tumucumaque) كـ حديقة وطنية في الثالث والعشرين من شهر أغسطس لعام 2002 عقب تعاونها مع الصندوق العالمي للطبيعة (WWF).
تبلغ مساحة الحديقة 38,874 كيلومتر مربع (15,010 ميل2)،وهذا يجعلها ليس فقط أكبر حديقة وطنية استوائية في العالم بل ويجعلها أيضًا أكبر من مساحة بلجيكا. وتصل مساحة حديقة تيوميوكيوماك الوطنية (Tumucumaque) إلى 59,174 كيلومتر مربع (22,850 ميل2) عند ضمها إلى حديقة غويانا الأمازونية، وهي الأخرى حديقة وطنية متاخمة لها وتوجد في غويانا الفرنسية. وتظل مساحة المنطقة الناتجة عن ضم هاتين الحديقتين الوطنيتين أصغر من تلك الناتجة عن دمج الحدائق الوطنية الثلاث الواقعة على الحدود البرازيلية-الفنزويلية، حيث تصل مساحة المنطقة الناتجة عن ضم حديقة باريما-تابرابيكو (Parima-Tapirapeco) وحديقة سيرانيا دي لا نبلينا (Serrania de la Neblina) وحديقة سيرا دا نبلينا (Serra da Neblina) إلى أكثر من 73,000 كيلومتر مربع (28,190 ميل2). ولكن المنطقة الناتجة عن ضم الحدائق الوطنية الثلاث تكون بالتأكيد أصغر في حالة دمج المنطقة الناتجة عن الحديقتين السابقتين (مونتانهاس دو تيوميوكيوماك (Montanhas do Tumucumaque) الموجودة في البرازيل والحديقة [الفرنسية] غويانا الأمازونية) مع المحميات الكبيرة المجاورة لها في شمال ولاية بارا البرازيلية، ومن أمثلتها؛ مركز جراو-بارا (Grão-Pará) البيئي، ومحمية مايكيورو (Maicuru) البيولوجية وغيرها الكثير. وتكمن أهمية كل هذا في أن تلك المحميات تُكَون ما يسمى بمحمية غويانا، وهي واحدة من أفضل المحميات ومن أكبر الممرات البيئية للغابات الاستوائية في العالم. وبالإضافة إلى ذلك فهي منطقة غير مأهولة بالسكان وتتمتع بأهمية بيئية عالية: فمعظم فصائل الحيوانات الموجودة بها، خاصةً الأسماك والطيور المائية، لا توجد في أي مكان آخر في العالم. وهي بمثابة موطنلـ النمور الأمريكية والرئيسيات والسلاحف المائية والعقبان والآغوطي وهو من سلالة القوارض النادرة.
وتقع أعلى نقطة لولاية أمابا البرازيلية في هذه المحمية وتصل إلى 701 متر.
فايرفكس code-named the beta of Firefox 4 Tumucumaque.

## وصلات خارجية
- Amazon natives use Google Earth, GPS to protect rainforest home
- Conservation International - Mountains of Tumucumaque National Park: Setting a New Conservation Standard